# Västgärdet en Utanåker
Västgärdet en Utanåker (Zweeds: Västgärdet och Utanåker) is een småort in de gemeente Rättvik in het landschap Dalarna en de provincie Dalarnas län in Zweden. Het småort heeft 107 inwoners (2005) en een oppervlakte van 30 hectare. Eigenlijk bestaat het småort uit twee plaatsjes: Västgärdet en Utanåker.